# تشارلز درايدن
تشارلز درايدن (بالإنجليزية: Charles Dryden)‏ هو صحفي أمريكي، ولد في 10 مارس 1860 في مونماوث في الولايات المتحدة، وتوفي في 11 فبراير 1931 في بيلوكسي في الولايات المتحدة.